# Area archeologica di via San Cosimo
L'area archeologica di via San Cosimo si trova in via San Cosimo 3 a Verona, nei pressi delle antiche mura romane cittadine e al di sotto del cortile dell'istituto delle suore Figlie di Gesù.
Del sito fanno parte una porzione della cinta muraria eretta in età tardo-repubblicana (seconda metà del I secolo a.C.) con successive aggiunte, una domus risalente al I secolo d.C. dotata di pavimentazioni di pregio e un tratto della seconda cinta muraria cittadina fatta costruire da Teodorico il Grande tra la fine del V e il primo quarto del VI secolo d.C.,sul lato esterno, ad una distanza di circa 8 metri da quella tardo-repubblicana.

## Storia dello scavo

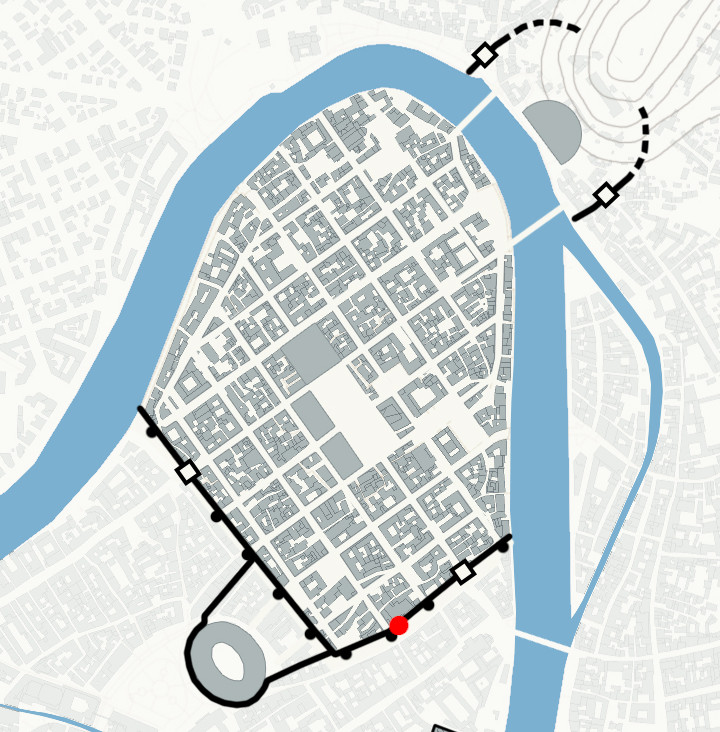
Localizzazione del sito archeologico nella Verona di età imperiale

Il sito venne scoperto nel 1971 in occasione di lavori per la realizzazione di una cisterna all'interno dell'edificio che ospita le suore della congregazione delle Figlie di Gesù, in via San Cosimo 3. Gli scavi vennero condotti dall'allora Soprintendenza alle Antichità di Venezia, che si occupò anche della messa in sicurezza del luogo affinché si creasse un’area archeologica: l'area di San Cosimo fu così una delle prime aree archeologiche cittadine.
Nel 2020 il sito fu dato in gestione ad una associazione senza scopo di lucro che, grazie anche a un intervento di riallestimento, ne permette le visite al pubblico.

## Descrizione

### Cinta muraria repubblicana
La parte più antica del sito consiste in una porzione delle antiche mura romane di epoca repubblicana (più precisamente della seconda metà del I secolo a.C.). Questa porzione è composta da una parte di fondazione, costituita da ciottoli e spessa poco meno di 4 metri, e da un alzato realizzato invece mediante l'utilizzo di mattoni sesquipedali tenuti insieme da malta fine a base di calce. Alla base la cinta misura una larghezza di ben 3,60 metri che si restringe in sezione andando verso l'alto, per mezzo di alcune riseghe: il fronte verso campagna, dopo uno zoccolo di quattro filari e due riseghe iniziali di due filari, si alzava scandito da una serie regolare di riseghe, una ogni sei corsi di mattoni. Si ritiene che l'altezza originale, calcolata al cammino di ronda, fosse di circa 8 metri.
In questa porzione di mura è visibile anche la base di una torre difensiva che venne aggiunta successivamente alla costruzione della cinta originaria, probabilmente attribuibile all'imperatore Gallieno (III secolo d.C.). Le sue dimensioni sono di 5,50 metri di larghezza e 3,50 metri di larghezza e venne costruita utilizzando materiale di reimpiego, per lo più originariamente parte di contesti funerari, legato insieme con malta terrosa. Per aumentare le sue capacità difensive nel lato frontale, alla torre fu aggiunto successivamente uno sperone triangolare, anch'esso parzialmente visibile.

### Cinta muraria teodoriciana

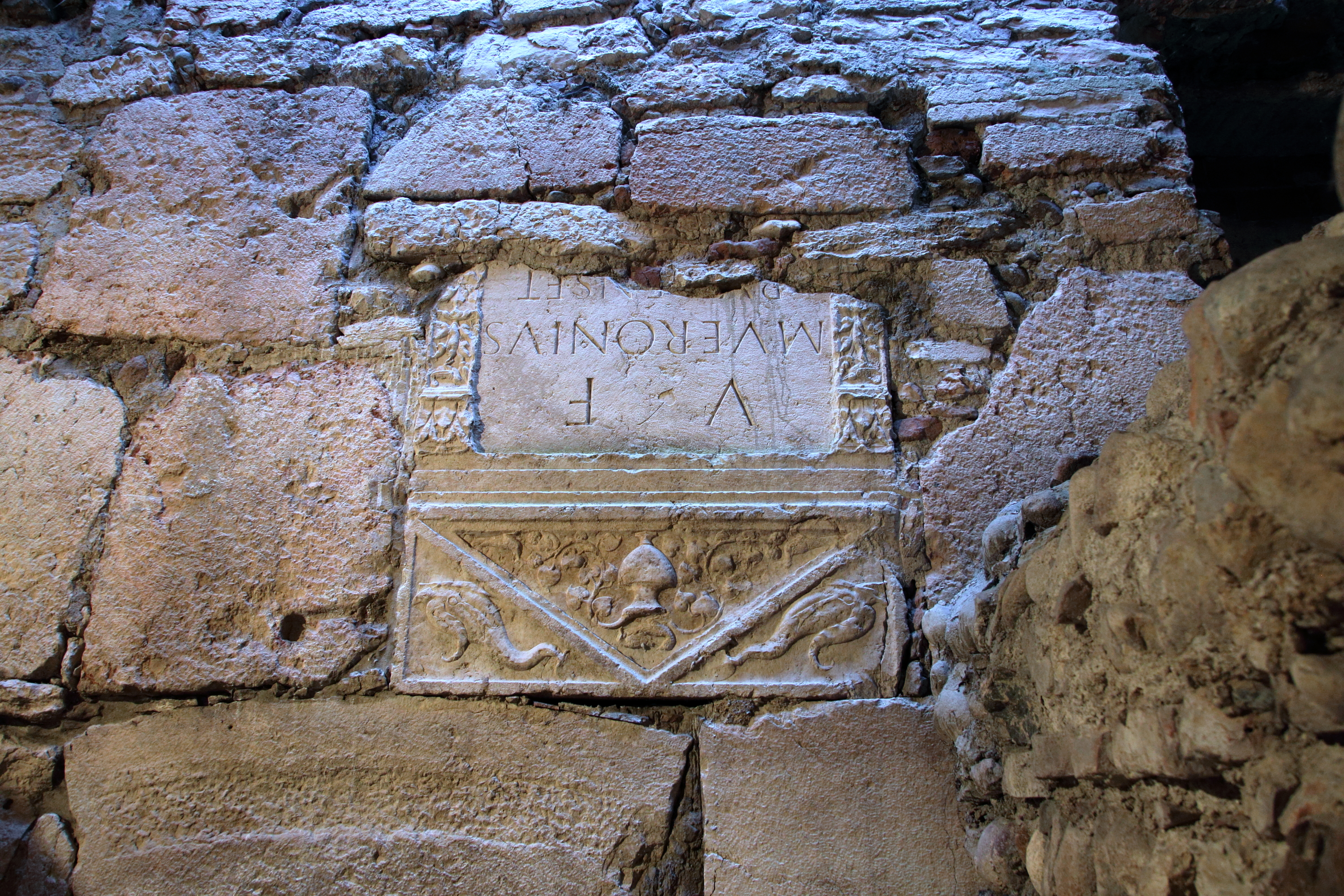
Mura di Teodorico in cui si notano i materiali di recupero (lapide tombale disposta sottosopra)

Caduto l'impero romano e sotto il regno di Teodorico il Grande (seconda metà del V secolo), alla cinta muraria originale venne aggiunta un'altra cortina che ricalca pedissequamente il percorso della precedente difesa: questa rimaneva una decina di metri più all'interno e acquistò in questo momento una funzione militare, facendo sistema con le nuove mura teodoriciane, che erano alte quasi il doppio di quelle romane, ben 13,65 metri. Nel sito archeologico di via San Cosimo è visibile una porzione di questa cinta che risulta in questo punto correre a 8 metri da quella originaria e che in altezza si è conservata fino a circa 10 metri.
Questa cortina di epoca romano-germanica venne in gran parte realizzata utilizzando, anche in questo caso, materiale di spoglio proveniente sia da monumenti funebri che dalla demolizione dell'anello esterno del vicino anfiteatro veronese, da cui si ottennero blocchi squadrati in calcare.
Uno studio del 2022 evidenzia la complessità delle diverse fasi costruttive e riconosce un sistema organico nella costruzione delle opere a ridosso della cortina di epoca repubblicana, ovvero il torrione e lo sperone, e la realizzazione della seconda cerchia di mura. L'analisi di alcuni elementi strutturali sembrerebbe infatti suggerire una loro funzione di connessione tra le due cortine.

### Ladomus

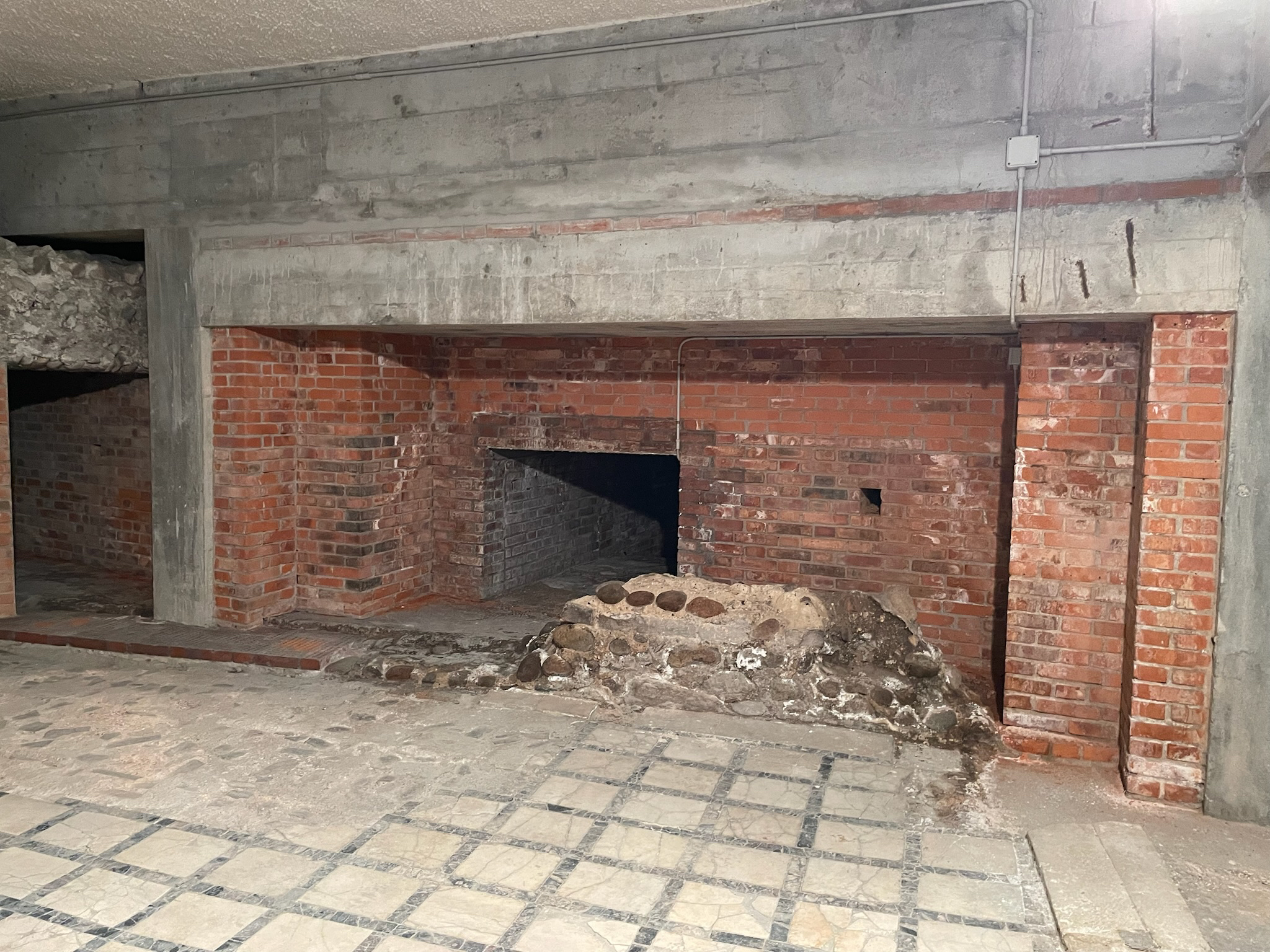
Pavimento della domus di via San Cosimo

Addossati al fonte interno delle cortina tardo repubblicana vi sono i resti di una domus risalente al I secolo: questa sua collocazione a ridosso delle mura dimostra come lo spazio urbano della città di Verona fosse utilizzato intensamente. Di questo edificio sono ancora riconoscibili principalmente due ambienti, separati da stretti vani di servizio e decorati con pavimenti a mosaico e in marmo (opus sectile) a motivi geometrici. Gli ambienti di servizio sono invece pavimentati con un battuto di scaglie, mentre l'area che doveva corrispondere al cortile porticato aveva un pavimento in cocciopesto in cui emergono tessere bianche e nere.